# Astragalus agassii
Astragalus agassii är en ärtväxtart som beskrevs av Ida P. Mandenova. Astragalus agassii ingår i släktet vedlar, och familjen ärtväxter. Inga underarter finns listade i Catalogue of Life.